# Asgarby, North Kesteven
Asgarby är en by i civil parish Asgarby and Howell, i distriktet North Kesteven, i grevskapet Lincolnshire, i England. Byn är belägen 5 km från Sleaford. Asgarby var en civil parish fram till 1931 när blev den en del av Asgarby and Howell. Civil parish hade 63 invånare år 1921.